# 209-я моторизованная дивизия
209-я моторизованная дивизия — воинское соединение Вооружённых Сил СССР в Великой Отечественной войне.

## История дивизии
Дивизия формировалась с марта 1941 года в районе Ивье на базе 13-я моторизованной пулемётно-артиллерийской бригады в составе 17-го механизированного корпуса. На 22 июня 1941 года дислоцировалась в Ивье и окрестностях.
В составе действующей армии с 22 июня по 19 сентября 1941 года. Выдвинувшись маршем, заняла позиции в районе городка Мир, до 25 июня 1941 года в боевое соприкосновение с противником не входила, подвергалась незначительным авиаударам. 26 июня 1941 года попала под удар, была вынуждена отступать в направлении Столбцы — Дзержинск. Колонна дивизии на марше подвергалась ударам, вела бои близ населённых пунктов Кресты, Валки, Боровая (28 июня 1941 года), но в конечном итоге была рассеяна, штабная колонна разгромлена. Разрозненные подразделения выходили из окружения южнее Минска, за реку Березина. Бойцы, выходящие из окружения, были отмечены в июле 1941 года на переправе через Днепр в Смоленской области.
19 сентября 1941 года дивизия исключена из списков действующей армии.

## Подчинение
| Дата                  | Фронт (округ)  | Армия | Корпус (группа)              | Примечания |
| --------------------- | -------------- | ----- | ---------------------------- | ---------- |
| 22 июня 1941 года     | Западный фронт | -     | 17-й механизированный корпус | -          |
| 01 июля 1941 года     | Западный фронт | -     | 17-й механизированный корпус | -          |
| 10 июля 1941 года     | Западный фронт | -     | 17-й механизированный корпус | -          |
| 01 августа 1941 года  | Западный фронт | -     | 17-й механизированный корпус | -          |
| 01 сентября 1941 года | -              | -     | -                            | данных нет |

## Состав
- 754-й моторизованный полк
- 770-й моторизованный полк
- 129-й танковый полк
- 675-й артиллерийский полк
- 34-й отдельный истребительно-противотанковый дивизион
- 278-й разведывательный батальон
- 195-й отдельный зенитно-артиллерийский дивизион
- 398-й лёгкий инженерный батальон
- 597-й отдельный батальон связи
- 207-й артиллерийский парковый дивизион
- 698-й автотранспортный батальон
- 119-й ремонтно-восстановительный батальон
- 385-й медико-санитарный батальон
- 44-я рота регулирования
- 474-й полевой автохлебозавод
- 310-я полевая почтовая станция
- 381-я полевая касса Госбанка

## Командиры
- Муравьёв, Алексей Ильич[англ.] (11.03.1941-25.06.1941), полковник [2] (Официально пропал без вести. По воспоминаниям И.Ф.Стаднюка полковник Муравьёв тяжело (возможно смертельно) ранен 25 или 26 июня немецким диверсантом в районе п. Мир.)
- Чаленко, Иван Терентьевич, полковник (25.06.1941-19.09.1941),

## Известные люди из состава дивизии
- Стаднюк, Иван Фотиевич, в июне 1941 года секретарь дивизионной газеты, впоследствии известный писатель, лауреат Государственной премии СССР